# Chilicola charizard
Chilicola charizard es una especie de insecto himenóptero de la familia Colletidae endémica de Chile. Su nombre científico hace referencia a Charizard, una de las criaturas ficticias de la franquicia Pokémon.

## Descripción
Tanto machos como hembras de esta especie de abeja presenta una coloración marrón oscuro a negro con marcas de amarillas en algunas partes de su cuerpo. Presenta una cabeza con un distintivo hocico largo y anchas patas traseras. Miden entre 4 y 7 mm de longitud.

## Distribución
Es endémica de la cordillera de los Andes en Chile, encontrándose en las regiones de Atacama y Coquimbo entre los 645 y 2358 m s. n. m.